# Arakandanallur
Arakandanallur è una suddivisione dell'India, classificata come town panchayat, di 4.450 abitanti, situata nel distretto di Viluppuram, nello stato federato del Tamil Nadu. In base al numero di abitanti la città rientra nella classe VI (meno di 5.000 persone).

## Geografia fisica
La città è situata a 11° 59' 25 N e 79° 14' 04 E.

## Società

### Evoluzione demografica
Al censimento del 2001 la popolazione di Arakandanallur assommava a 4.450 persone, delle quali 2.207 maschi e 2.243 femmine. I bambini di età inferiore o uguale ai sei anni assommavano a 452, dei quali 227 maschi e 225 femmine. Infine, coloro che erano in grado di saper almeno leggere e scrivere erano 3.323, dei quali 1.922 maschi e 1.401 femmine.